# Maklin Makarti
Maklin Makarti (engl. Maclyn McCarty; Saut Bend Indijana, 9. jun 1911 — 2. januar 2005) je bio američki genetičar. 
Maklin Makarti je posvetio svoj život studiranju infektivnih organizama kao lekar i naučnik. On je najbolje poznat po svom učešću u otkriću kojim je pokazano da je DNK, a ne proteini, gradivni materijal gena. Otkrivanje molekularne tajne gene kapsularnog polisaharida pneumokokalnih bakterija otvorilo je put istraživanju naslednosti ne samo putem genetike, nego i putem biohemije. Time je započela era molekularne biologije. Makarti je bio najmlađi i najdugovečniji član originalnog istraživačkog tima, koji je uključivao i Osvalda Ejverija i Kolina Maklauda. On je preminuo 2. januara 2005.

## Literatura
- Lederberg, Joshua; Gotschlich, Emil C. (2005). „A Path to Discovery: The Career of Maclyn McCarty”. PLOS Biology. 3 (10): e341. PMC 1250295 . PMID 16207076. doi:10.1371/journal.pbio.0030341 . }-

## Spoljašnje veze
- Čitulja u Njujork Tajmsu
- Maklin Makarti